# アインデフラ
アインデフラ（アラビア語: عين الدفلى、Aïn Defla）は、アルジェリアの都市である。基礎自治体であり、アインデフラ県の県都である。

## 歴史
ローマ帝国時代は Oppidum Novum と呼ばれていた。

## 交通

### 道路
- 国道4号線 (アルジェリア)（フランス語版）（N4号）

## 姉妹都市
- ルゼ、フランス